# Paraglenurus scopifer
Paraglenurus scopifer är en insektsart som först beskrevs av Gerstaecker 1888.  Paraglenurus scopifer ingår i släktet Paraglenurus och familjen myrlejonsländor. Inga underarter finns listade i Catalogue of Life.